# Résolution de Lahore

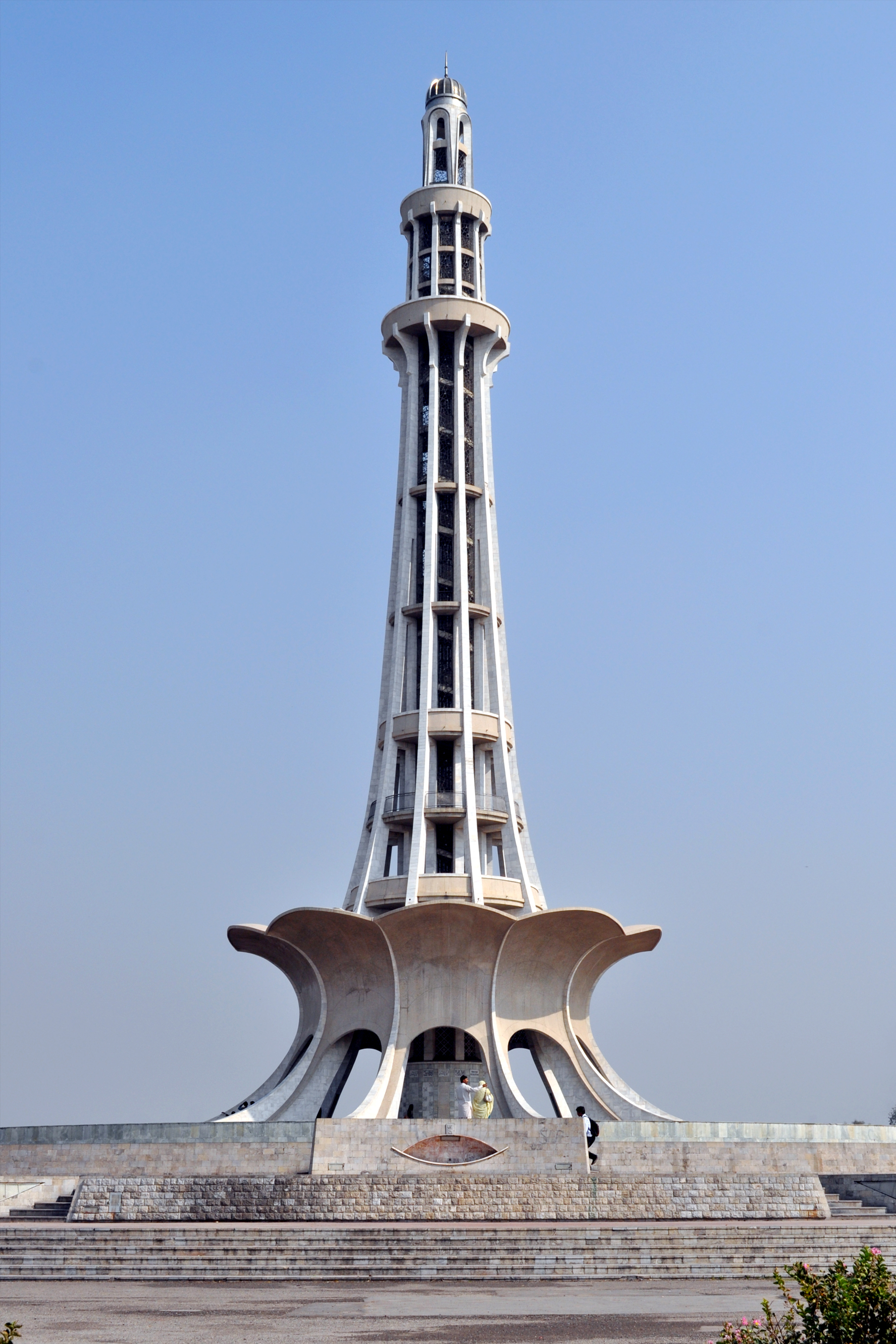
Le Minar-e-Pakistan, construit à Lahore en commémoration de la résolution.

La résolution de Lahore (en ourdou : قرارداد لاہور, Qarardad-e-Lahore ; en bengali : লাহোর প্রস্তাব, Lahor Prostab), aussi connue sous le nom de Résolution du Pakistan (قرارداد پاکستان, Qarardad-e-Pakistan), est une déclaration politique formelle adoptée par la Ligue musulmane à l'occasion d'une session générale de trois jours à Lahore du 22 au 24 mars 1940. Elle appelle à la création d'États indépendants pour les musulmans du nord-ouest et de l'est de l'Inde britannique. Les éléments constituants de ces États devaient devenir autonomes et souverains,. La résolution est présentée par Abul Kasem Fazlul Huq, le Premier ministre du Bengale. Elle a plus tard été interprétée comme la demande d'un État musulman séparé et unique appelé Pakistan.
Bien que le nom de « Pakistan » ait été proposé dès 1933 par Choudhary Rahmat Ali dans sa Déclaration pour le Pakistan, Muhammad Ali Jinnah et les autres leaders conservaient alors leur attachement à une unité Hindou-Musulmans. Cependant, les tensions politiques accrues finirent par donner l'avantage au concept de Pakistan.